# صمم حسي عصبي
الصمم الحسي العصبي أو فقدان السمع الحسي العصبي* (بالإنجليزية: Sensorineural Hearing Loss) (وباختصارSNHL) هو أحد أنواع الصمم الذي يُسببه خلل في الأذن الداخلية أو العضو الحسي (القوقعة والهياكل المرتبطة بها) أو العصب الدهليزي القوقعي (العصب القحفي الثامن). يمثل الصمم العصبي الحسي حوالي 90 ٪ من حالات الصمم المُبلغ عنها. يكون- بشكل عام- دائماً، ويمكن أن يكون خفيفًا أو متوسطًا أو شديدًا أو كليًا. يمكن استخدام واصفات أخرى مختلفة اعتمادًا على شكل مخطط السمع، مثل التردد العالي أو التردد المنخفض أو شكل حرف U أو شكل مُحزز أو مُسطح أو ذروي.
غالبًا ما يحدث الصمم الحسي كنتيجة للخلايا الشعيرية القوقعية التالفة أو الناقصة.[بحاجة لمصدر]قد تكون خلايا الشعر غير طبيعية عند الولادة أو تتلف أثناء حياة الشخص. هناك أسباب خارجية للضرر، بما في ذلك الاتهابات، والأدوية السامة للأذن، وكذلك الأسباب الجوهرية، بما في ذلك الطفرات الوراثية. سبب شائع أخر أو عامل تفاقم في SNHL هو التعرض الطويل للضوضاء البيئية، والذي يطلق عليه "فقدان السمع الناجم عن الضوضاء." يمكن أن يتسبب التعرض لضوضاء عالية جداً مثل طلقة نارية أو انفجار قنبلة في فقدان السمع. قد يكون استخدام سماعات الرأس بأحجام كبيرة على مر الوقت، أو التواجد في البيئات الصاخبة بانتظام مثل أماكن العمل الصاخبة، والأحداث الرياضية، والحفلات الموسيقية، واستخدام أجهزة العشب (مثل جزازة العشب) خطيرًا لأنه قد يؤدي إلى تطور فقدان السمع الناتج عن الضوضاء.
في المقابل، غالباً ما يحدث الصمم العصبي أو الصمم «خلف القوقعة» بسبب تلف الأعصاب القوقعة (CVIII).  قد يؤثر هذا الضرر على بدء النبض العصبي في عصب القوقعة أو انتقال النبض العصبي على طول العصب إلى جذع الدماغ.
تظهر معظم حالات الصمم العصبي الحسي مع تدهور تدريجي لعتبات السمع التي تحدث على مدار سنوات إلى عقود. في بعض الحالات، قد يؤثر فقد السمع في النهاية على أجزاء كبيرة من مدى السمع. قد يكون مصحوبًا بأعراض أخرى مثل الرنين في الأذنين (الطنين) والدوخة أو الشعور بالدوار (الدوار). النوع الأكثر شيوعًا من فقدان السمع الحسي العصبي مرتبط بالعمر (صمم شيخوخي)، يليه فقد السمع الناتج عن الضوضاء (NIHL).
الأعراض المتكررة للصمم العصبي الحسي هي فقدان الحدة في التمييز بين الأصوات الأمامية والخلفيات الصاخبة، وصعوبة الفهم على الهاتف، وبعض أنواع الأصوات التي تبدو مرتفعة أو شديدة الصراخ، وصعوبة في فهم بعض أجزاء الكلام (صامت احتكاكي وصفير)، وفقدان اتجاه الصوت (لا سيما مع الأصوات عالية التردد)، واعتقاد أن الناس يغمغمون أثناء التحدث، وصعوبة فهم الكلام. ترتبط الأعراض المشابهة أيضًا بأنواع أخرى من فقد السمع. يعتبر جهاز قياس السمع (مقياس السمع) أو الاختبارات التشخيصية الأخرى ضرورية لتمييز الصمم الحسي العصبي.
عادة ما يتم تحديد فقدان السمع الحسي العصبي عن طريق إجراء قياس سمع النغمة النقية (مخطط سمعي) يتم فيه قياس عتبات التوصيل العظمي. قد يكون قياس سرعة الصوت والكلام مفيدًا في التشخيص. يتم إجراء الاختبار بواسطة أخصائي السمع.
لا يوجد علاج مثبت أو موصى به لل SNHL؛ عادة ما تكون إدارة فقدان السمع من خلال استراتيجيات السمع وسماعة الأذن. في حالات الصمم العميق أو الكلي، فإن زراعة القوقعة الصناعية كأداة مساعدة للسمع قد تفيد في استعادة المستوى الوظيفي للسمع. يمكن الوقاية من الSNHL جزئيًا على الأقل عن طريق تجنب الضوضاء البيئية والمواد الكيميائية والأدوية السامة للأذن وصدمات الرأس وعلاج أو التلقيح ضد بعض الأمراض والحالات المسببة للإصابة مثل التهاب السحايا.

## العلامات والأعراض
نظرًا لأن الأذن الداخلية لا يمكن الوصول إليها مباشرة بواسطة الأدوات العادية، يتم تحديد المرض من خلال تقرير عن الأعراض بالإضافة إلى الاختبار السمعي. من بين أولئك الذين يكونون مصابين بفقدان السمع العصبي الحسي، أفاد 90٪ منهم بأن لديه ضعف في السمع، و 57٪ أبلغوا عن شعورهم بالانسداد في الأذن، وأبلغ 49٪ عن وجود رنين في الأذن (طنين الأذن). حوالي النصف أبلغ عن مشاكل دهليزية (الدوار).
تشمل بعض العلامات والأعراض ما يلي:
- صعوبة متابعة المحادثات التي تضم أكثر من شخصين أو عند وجود ضوضاء في الخلفية.
- مشكلة في فهم المعلومات اللفظية في الأماكن العامة، مثل مكبرات الصوت أو في المطاعم أو المتاجر أو في العمل.
- صعوبة فهم المحادثات الهاتفية.
- تبدو الأصوات غير واضحة أو يبدو الناس وكأنهم يتمتمون أو يغمغمون أثناء المحادثة.
- صعوبة خاصة في فهم أصوات الأطفال.
- ضعف في السمع والشعور بالطنين في الأذن والدوخة أو مشاكل في التوازن.
- مشكلة في سماع الأصوات عالية النبرة.
- تبدو الأصوات مكتومة.
- الشعور بالقدرة على سماع الأصوات ولكن من غير القدرة على فهمها.

للحصول على عرض مفصل للأعراض المفيدة للفحص، تم تطوير استبيان للتقييم الذاتي من قبل الأكاديمية الأمريكية لأمراض الأنف والأذن والحنجرة، سُميَ بالاختراع السمعي للبالغينبحاجة لترجمةHearing Handicap Inventory for Adults). الاختبار مؤلف من 25 سؤالًا بخصوص بعض الأعراض الذاتية.

## الأسباب
قد يكون فقد السمع العصبي الحسي وراثيًا أو مكتسبًا (أي كنتيجة لمرض ما أو الضوضاء أو الصدمات وما إلى ذلك). قد يصاب بعض الأشخاص بفقدان السمع منذ الولادة (خلقي) أو قد يحدث ضعف السمع لاحقًا. ترتبط العديد من الحالات بالشيخوخة (المرتبطة بالعمر).

### الوراثة والجينات
يمكن أن يتم وراثة الصمم. تم التعرف على أكثر من 40 جينًا يسبب فقدان السمع. هناك 300 متلازمة ذات صلة بفقدان السمع، وقد يكون لكل متلازمة جينات مسببة.
يمكن أن تؤثر الطفرات الوراثية المتنحية أو السائدة أو المرتبطة بالـ X أو الميتوكوندرية على بنية أو استقلاب الأذن الداخلية.  قد تكون بعض الطفرات نقطية (أي تحدث في نقطة واحدة)، في حين أن البعض الآخر يرجع إلى اضطرابات صبغية. بعض الأسباب الوراثية تؤدي إلى ضعف السمع في وقت متأخر. يمكن أن تتسبب طفرات الميتوكوندريا في SNHL، بمعنى m.1555A> G ، مما يجعل الفرد حساسًا للآثار السامة للألم للمضادات الحيوية أمينوغليكوزيد.
- السبب الأكثر شيوعًا لضعف السمع الخلقي الوراثي في البلدان المتقدمة هو DFNB1، المعروف أيضًا باسم الصمم Connexin 26بحاجة لترجمةأو الصمم المتصل بـ GJB2.
- تشمل أكثر أشكال ضعف السمع شيوعًا متلازمة ستيكلر (السائدة) ومتلازمة وااردنبرغ ومتلازمة بيندريد (المتنحية) ومتلازمة آشر.[10]
- طفرات الميتوكوندريا التي تسبب الصمم نادرة: طفرات MT-TL1 تسبب MIDD (الصمم الوراثي ومرض السكري الوراثي) وغيرها من الحالات التي قد تشمل الصمم كجزء من الصورة.
- تم تحديد الجين TMPRSS3 من خلال ارتباطه مع كل من الصمم الخلقي وراثي الجنين المتنحية. يتم التعبير عن هذا الجين في قوقعة الأذن الجنينية والعديد من الأنسجة الأخرى، ويُعتقد أن له علاقة في تطوير وصيانة الأذن الداخلية أو محتويات الليمف الداخلي واللمف المحيطي. تم التعرف عليه أيضًا باعتباره جينًا مرتبطًا بالورم والذي يتم الإفراط في التعبير عنه في أورام المبيض.
- مرض شاركو ماري توث هو اضطراب عصبي وراثي مع تأخر ظهوره يمكن أن يؤثر على الأذنين وكذلك على الأعضاء الأخرى. غالبًا ما يكون فقدان السمع في هذه الحالة هو اضطراب طيف الاعتلال العصبي السمعي (ANSD) سبب عصبي لفقدان السمع.
- يمكن أن تؤدي متلازمة ماكل - ويلز، وهي اضطراب التهابي وراثي نادر الحدوث، إلى فقدان السمع.
- مرض المناعة الذاتي: على الرغم من أن هذا المرض نادر الحدوث، فمن الممكن لعمليات المناعة الذاتية أن تستهدف قوقعة الأذن على وجه التحديد، دون أن تؤثر الأعراض على الأعضاء الأخرى. الورم الحبيبي الويغنري، وهو مرض مناعي ذاتي، قد يعجل من حدوث فقدان السمع.

### الحالات الخُلقية والعدوى
- تنجم متلازمة الحصبة الألمانية الخلقية (CRS) عن انتقال فيروس الحصبة الألمانية أثناء الحمل. تم السيطرة على CRS عن طريق التطعيم الشامل (لقاح MMR أو MMRV).
- الفيروس المضخم للخلايا (CMV) هو السبب الأكثر شيوعًا لفقدان السمع العصبي الحسي التدريجي لدى الأطفال. وهو عدوى فيروسية شائعة يتم تناقلها عن طريق ملامسة سوائل الجسم المصابة مثل اللعاب أو البول ويمكن نقلها بسهولة في أماكن مثل الحضانة وبالتالي من الأطفال إلى الأمهات الحوامل. يمكن أن تؤثر إصابة CMV أثناء الحمل على الجنين وقد تؤدي إلى صعوبات في التعلم بالإضافة إلى الصمم.
- يمكن أن يسبب داء المقوسات، وهو مرض طفيلي يصيب 23 ٪ من السكان (في الولايات المتحدة لوحدها)، الصمم العصبي الحسي للجنين في الرحم.
- نقص التنسج في الأعصاب السمعية أو خلل في القوقعة. يمكن أن يحدث تطور غير طبيعي في الأذن الداخلية في بعض المتلازمات الوراثية مثل متلازمة[13][14][15] LAMMومتلازمة بينداريد، ومتلازمة branchio-oto-renal،ومتلازمة تشارج.
- نقص الGATA2، وهو مجموعة من الاضطرابات العديدة الناتجة عن حدوث عيوب شائعة أو طفرة أو عدة طفرات عائلية أو متفرقة في أحد جينات ال GATA2 الوالدية. تتسبب هذه الطفرات الجسدية السائدة في حدوث انخفاض، (أي ما يسمى Haploinsufficiency)بحاجة لترجمة في المستويات الخلوية لمنتج الجين، GATA2.

يعد بروتين GATA2 عامل نسخ مهمًا لتطوير الجنين وصيانته ووظائفه المكونة للدم وتشكيل الجهاز اللمفاوي وغيرها من الخلايا الجذعية المكونة للأنسجة. نتيجة لهذه الطفرات، تكون المستويات الخلوية لـ GATA2 ناقصة ويتطور لدى المصابين مع مرور الوقت أمراض دموية و/أو مناعية و/أو لمفاوية و/أو اضطرابات أخرى. اقتُرح أن تكون الشذوذات الناجمة عن نقص GATA2 في الجهاز اللمفاوي مسئولة عن الفشل في توليد الحيز اللمفي المحيطي حول القنوات الهلالية في الأذن الداخلية، والتي بدورها تدعم تطور فقدان السمع الحسي العصبي.

### الصمم الشيخوخي
يمكن أن يبدأ فقدان الحساسية أو السمع التدريجي المرتبط بالعمر في وقت مبكر منذ سن 18، مما يؤثر بشكل أساسي على الترددات العالية، ويكون الرجال بشكل عام أكثر عرضة من النساء. قد لا تصبح هذه الخسائر واضحة إلا بعد وقت طويل من الحياة. يعتبر الصمم الشيخوخي السبب الرئيسي لفقدان السمع العصبي الحسي في المجتمعات الصناعية. كشفت دراسة أجريت في السودان، في مكان خالي من الضوضاء الصاخبة، أن حالات فقدان السمع في ذلك المكان كانت أقل بكثير مقارنة بحالات متطابقة (من حيث العمر) من بلد صناعي. تم الإبلاغ عن نتائج مماثلة من خلال دراسة أجريت على سكان من الجزيرة الشرقية، والتي أبلغت عن سماع أسوأ بين أولئك الذين قضوا وقتًا في البلدان الصناعية بالمقارنة مع أولئك الذين لم يغادروا الجزيرة مطلقًا. جادل الباحثون بأن عوامل أخرى غير الاختلافات في التعرض للضوضاء، مثل التركيب الوراثي، ربما تكون قد أسهمت أيضًا في النتائج. إن فقدان السمع الذي يزداد سوءًا مع تقدم العمر ولكنه ناتج عن عوامل أخرى غير الشيخوخة الطبيعية، مثل فقدان السمع الناتج عن الضوضاء، على الرغم من صعوبة التمييز بين التأثيرات الفردية لأسباب متعددة لفقدان السمع.  شخص واحد من بين كل ثلاثة أشخاص يعانون من ضعف كبير في السمع في سن 65، وواحد من بين كل اثنين في سن 75.  
فقدان السمع المرتبط بالعمر لا يمكن الوقاية منه أو حتى تعويضه.

### الضوضاء
.
يعاني معظم الأشخاص الذين يعيشون في البلدان المتطورة من درجة ما من فقدان السمع الحسي العصبي (أي دائم) الناجم عن الضوضاء (NIHL)، والذي يكون بدوره ناتجاً عن تلف الجهاز السمعي الحسي أو العصبي في الأذن الداخلية. ال NIHL هو عادةً التسرب أو الشق المتمركز في 4000 هرتز. كل من شدة ضغط الصوت (SPL) ومدة التعرض، والتعرض المتكرر لمستويات غير آمنة من الضوضاء تسهم في تلف قوقعة الأذن التي تؤدي إلى درجة معينة من فقد السمع في نهاية المطاف. كلما كانت الضوضاء أعلى، كلما كانت كمية التعرض الآمنة أقل. يمكن أن يكون NIHL إما دائمًا أو مؤقتًا، يُطلق عليه تحول أو تغير العتبة.  يمكن أن تكون مستويات الضوضاء غير الآمنة أقل من 70 ديسيبل (حوالي ضعف الصوت العادي للمحادثة) إذا كان هناك أي تعرض لفترات طويلة (24 ساعة) أو تعرض المستمر.  125 ديسيبل (حفل موسيقى روك بصوت عال هو ~ 120 ديسيبل) هو مستوى الألم؛  الأصوات فوق هذا المستوى تتسبب في تلف فوري ودائم للأذن في معظم الحالات.
الضوضاء والشيخوخة هما السببان للصمم الشيخوخي، أو فقدان السمع المرتبط بالعمر، وهو النوع الأكثر شيوعًا لفقدان السمع في المجتمعات الصناعية. وضعت العديد من المنظمات الوطنية والدولية معايير لمستويات آمنة من التعرض للضوضاء في الصناعة، والبيئة، والجيش، والنقل، والزراعة، والتعدين وغيرها من المجالات. يتم قياس شدة الصوت أو مستوى ضغط الصوت بالديسيبل (ديسيبل)، بعض الأمثلة تتضمن:
- صوت التنفس الطبيعي حوالي 10 ديسيبل.
- الهمس حوالي 20-30 ديسيبل.
- المحادثة العادية حوالي 60 ديسيبل.
- الغسالة أو غسالة الصحون حوالي 70 ديسيبل.
- محرك دراجة نارية يعمل حوالي 95 ديسيبل.
- الموسيقى الصاخبة (بعض الحفلات الموسيقية) حوالي 80 إلى 120 ديسيبل.
- المحرك النفاث حوالي 140 إلى 180 ديسيبل.

قد تؤدي الضوضاء فوق 70 ديسيبل على مدى فترة طويلة من الوقت إلى إتلاف السمع. يمكن أن تسبب الضوضاء الصاخبة فوق 120 ديسيبل ألماً فوريًا للأذن. يمكن أن تتسبب الأصوات الأعلى من 85 ديسيبل في فقدان السمع بعد بضع ساعات. يمكن أن تسبب الأصوات المرتفعة ألمًا فوريًا، ويمكن أن يتطور فقدان السمع في وقت قصير جدًا. كمرجع آخر:
| مستوى ديسيبل   | مثال                                                            |
| -------------- | --------------------------------------------------------------- |
| 45 ديسيبل      | مستوى الضوضاء المحيطة في جميع أنحاء المنزل                      |
| 60 ديسيبل      | مكتب هادئ                                                       |
| 60-65 ديسيبل   | محادثة عادية                                                    |
| 70 ديسيبل      | ضجيج شارع المدينة في 25 ' [بحاجة لتوضيح] أو متوسط صوت التلفزيون |
| 80 ديسيبل      | مكتب صاخب                                                       |
| 95-104 ديسيبل  | حلبة الرقص، ملهى ليلي                                           |
| 120 ديسيبل     | بالقرب من الرعد أو حفل موسيقى الروك بصوت عال                    |
| 150-160 ديسيبل | طلقة نارية من بندقية محمولة                                     |

تمثل زيادة قدرها 6 ديسيبل مضاعفة في SPL، أو طاقة الموجة الصوتية، وبالتالي ميلها إلى التسبب في تلف الأذن.  لأن آذان الإنسان تسمع لوغاريتميًا، وليس خطيًاً، فإن الأمر يتطلب زيادة قدرها 10 ديسيبل لإنتاج صوت يُدرك على أنه ضعفين أعلى وأكثر صخباً. ولذلك، فإن تلف الأذن الناتج عن الضوضاء يتناسب طرداً مع شدة الصوت، وليس ارتفاع الصوت المُدرك، لأن من المضلل الاعتماد على الإدراك الذاتي للضجيج كدليل على خطر السمع، وذلك لأنه يمكن أن يقلل من تقدير شأن الخطر بشكل كبير.
على الرغم من اختلاف المعايير في مستويات شدة ومدة التعرض التي تعتبر آمنة، يمكن استنباط بعض الإرشادات.
يتم تقليل الكمية الآمنة من التعرض بمعامل 2 (3 ديسيبل لمعيار NIOSH أو 5 ديسيبل لمعيار OSHA) في SPL. على سبيل المثال، يبلغ مقدار التعرض اليومي الآمن عند 85 ديسيبل 8 ساعات (90 ديسيبل لمعيارـ OSHA)، في حين أن التعرض الآمن في 94 ديسيبل (A) (مستوى الضجيج في ملهى ليلي) هو 1 ساعة فقط.  يمكن أن تتسبب صدمة الضوضاء أيضًا في فقدان السمع القابل للعكس، والذي يُطلق عليه تحول عتبة مؤقت.  يحدث هذا عادة في الأفراد الذين يتعرضون لإطلاق النار أو المفرقعات النارية، وسماع الرنين في آذانهم بعد الحدث (طنين).
الضوضاء البيئية المحيطة: يتعرض السكان الذين يعيشون بالقرب من المطارات وقطارات السكك الحديدية ومحطات القطار والطرق السريعة والمناطق الصناعية لمستويات من الضوضاء عادة في نطاق 65 إلى 75 ديسيبل.  إذا كانت أنماط الحياة تشتمل على ظروف نافذة خارجية أو مفتوحة، فإن هذه التعرضات بمرور الوقت قد تتسبب في انخفاض السمع. تضع وزارة الإسكان والتنمية الحضرية الولايات المتحدة معايير لتأثير الضوضاء في مناطق البناء السكنية والتجارية. تمثل الضوضاء البيئية التي تزيد عن 65 ديسيبل المنطقة المتأثرة بالضوضاء.
إلكترونيات الصوت الشخصية: يمكن لأجهزة الصوت الشخصية مثل iPods (تصل أجهزة iPod غالبًا إلى 115 ديسيبل أو أعلى)، إنتاج صوت قوي بما يكفي لإحداث NIHL.
الصدمة الصوتية: يمكن أن يؤدي التعرض لحدث واحد لضوضاء عالية للغاية (مثل الانفجارات) إلى فقدان السمع بشكل مؤقت أو دائم. مصدر نموذجي للصدمة الصوتية هو حفل موسيقى صاخبة للغاية.
الضوضاء في مكان العمل: تُحدد معايير OSHA للتعرض للضوضاء المهنية في الصناعة العامة والبناء مستوى 90 ديسيبل (A) لمدة 8 ساعات باعتباره المستوى اللازم لحماية العمال من فقدان السمع.

### مرض أو اضطرب
الالتهابات: التهاب الأذن الداخلية أو التهاب الأذن الوسطى.
مرض السكري والصمم:
وجدت دراسة حديثة أن ضعف السمع شائع لدى مرضى السكري كما هو الحال عند الأشخاص الذين لا يعانون من هذا المرض. فضلاً عن ذلك، من بين 86 مليون شخص بالغ في الولايات المتحدة مصابين بداء السكري، فإن معدل فقدان السمع أعلى بنسبة 30 في المائة من أولئك الذين لديهم نسبة الجلوكوز في الدم الطبيعية.  لم يثبت مدى ارتباط السكري بفقدان السمع. من المحتمل أن تتسبب مستويات السكر المرتفعة في الدم المرتبطة بمرض السكري في تلف الأوعية الدموية الصغيرة في الأذن الداخلية، على غرار الطريقة التي يمكن أن يتسبب بها السكري في إتلاف العينين والكليتين.  أظهرت دراسات مماثلة وجود صلة محتملة بين فقدان السمع واعتلال الأعصاب (تلف الأعصاب).
ورم:
ورم الزاوية المخيخية الجسرية (تقاطع الجسر والمخيخ) - زاوية المخيخ هي موقع خروج كل من العصب الوجهي (CN7) والعصب القوقعي الدهليزي (CN8). غالبًا ما يكون لدى المرضى المصابين بهذه الأورام علامات وأعراض تقابل انضغاط كلا هذين العصبين.
- الورم العصبي السمعي (ورم شفوي دهليزي) - ورم حميد في خلايا شوان يصيب العصب الدهليزي القاسي.
- الورم السحائي - ورم حميد في الأم الحنون والأم العنكبوتية.مرض منير - يسبب فقدان السمع الحسي العصبي في نطاق التردد المنخفض (من 125 هرتز إلى 1000 هرتز).  يتميز مرض منير بالهجمات المفاجئة للدوار، التي تستمر من دقائق إلى ساعات مسبوقة طنين الأذن والامتلاء السمعي وفقدان السمع المتقلب. يعتبر نادر نسبيا.

التهاب السحايا الجرثومي على سبيل المثال المكورات الرئوية، المكورات السحائية، المستدمية النزلية قد تلحق الضرر بالقوقعة - فقدان السمع هو أحد أكثر الآثار شيوعا بعد التهاب السحايا الجرثومي. تشير التقديرات إلى أن 30 ٪ من حالات التهاب السحايا الجرثومي تؤدي إلى ضعف سمع خفيف إلى عميق. الأطفال أكثر عرضة للخطر: يحدث سبعون في المائة من جميع التهاب السحايا الجرثومي في الأطفال الصغار دون سن الخامسة.
فيروسي:
- مرضى الإيدز والARC(معقد مرتبط بالإيدز) يتعرضون في كثير من الأحيان إلى الشذوذ في النظام السمعي.
- النكاف (التهاب الغدة النكفية الوبائي) قد يؤدي إلى فقدان السمع الحسي العصبي العميق (90 ديسيبل أو أكثر)، من جانب واحد (أذن واحدة) أو بشكل ثنائي (كلتا الأذنين).
- قد تؤدي الحصبة إلى تلف الأعصاب السمعية ولكنها عادةً تسبب ضعفًا مختلطاً في السمع (الصمم الحسي العصبي بالإضافة إلى التوصيلي) ويمكن أن يكون ثنائيًا (كلتا الأذنتين).
- النوع الثاني من متلازمة رامسي-هانت.

بكتيريا:
- ينتقل مرض الزهري عادة من المرأة الحامل إلى الجنين، ويصبح حوالي ثلث الأطفال المصابين في نهاية المطاف أصماء.[تحقق من المصدر]

### السمية العصبيةوالأذنية
بعض الأدوية التي لا تحتاج وصفة طبية وكذلك بعض المواد الكيميائية الصناعية قد تكون مواد سامة للأذن. التعرض لهذه يمكن أن يؤدي إلى فقدان السمع المؤقت أو الدائم.
تسبب بعض الأدوية أضرارًا للأذن لا يمكن علاجها، ولذلك فهي تكون محدودة في استخدامها لهذا السبب. المجموعة الأكثر أهمية هي أمينوغليكوزيدات (جنتاميسين العضو الرئيسي). يمكن لطفرة ميتوكوندرية نادرة، m.1555A> G، أن تزيد من قابلية الفرد للتأثير السمي للأمينوغليكوزيدات. من المعروف أن تعاطي الهيدروكودون على المدى الطويل (فيكودين) يسبب فقدان السمع الحسي العصبي سريع التقدم، عادة دون أعراض دهليزية. الميثوتريكسات، عامل العلاج الكيميائي، معروف أيضًا أنه يسبب فقدان السمع. في معظم الحالات، لا يتعافى فقدان السمع عند إيقاف الدواء. ومن المفارقات أن هناك أدلة تنصح باستخدام هذا الدواء نفسه (الميثوتريكسيت) في علاج فقدان السمع الالتهابي الناجم عن المناعة الذاتية.
الأدوية الأخرى المختلفة قد تتسبب في تدهور السمع. ويشمل ذلك مدرات البول العروية، السيلدينافيل (الفياجرا)، الجرعات العالية أو المستمرة من مضادات الالتهاب غير الستيروئيدية (الأسبرين، الإيبوبروفين، النابروكسين، والعقاقير الطبية المختلفة: السيليكوكسيب، إلخ)، الكينين، والمضادات الحيوية لماكرولايد (الإريثروميسين، إلخ). يمكن أن تؤدي العوامل السامة للخلايا مثل الكاربوبلاتين، المستخدمة لعلاج الأورام الخبيثة، إلى صمم حسي عصبي معتمد على الجرعة، كما هو الحال في العقاقير مثل ديسفريوكسامين، المستخدمة في أمراض الدم مثل الثلاسيمية؛ ولذلك يحتاج المرضى الذين يأخذون هذه الأدوية إلى إجراء فحص السمع.
كما يمكن أن يؤدي التعرض المطول أو المتكرر المتعلق بالعمل أو البيئة للمواد الكيميائية السامة للأذن إلى فقدان السمع الحسي. بعض هذه المواد الكيميائية هي:
1. بوتيل النتريت [28][29] مادة كيميائية تستخدم في الترفيه باسم «بوبرز».[30][بحاجة لتوضيح]
2. ثاني كبريتيد الكربون - مذيب يستخدم كعنصر بناء في العديد من التفاعلات العضوية.
3. الستايرين، مادة كيميائية صناعية من البوليسترين، وهي مادة بلاستيكية.
4. أحادي أكسيد الكربون، وهو غاز سام ينتج عن احتراق غير كامل.
5. المعادن الثقيلة: القصدير والرصاص والمنغنيز والزئبق.
6. هكسان، مذيب صناعي وواحد من المكونات الرئيسية لوقود السيارات.
7. إيثيل بنزين،[31]مذيب صناعي يستخدم في إنتاج الستايرين.
8. التولوين والزيلين، المذيبات البتروكيماوية السامة للغاية. يعد التولوين أحد مكونات غازولين عالي الأوكتان. يستخدم الزيلين في إنتاج ألياف البوليستر والراتنجات.
9. ثلاثي كلورو الإيثيلين، مذيب صناعي لإزالة الشحوم.
10. فوسفات عضوي.

### صدمات الرأس
من الممكن أن يحدث ضرر للأذن نفسها أو للمسارات السمعية المركزية التي تعالج المعلومات التي تنقلها الأذنان. يكون الأشخاص الذين يعانون من إصابة في الرأس أكثر عرضة لفقدان السمع أو طنين الأذن، إما مؤقت أو دائم. تتعرض رياضات الاتصال مثل كرة القدم (الولايات المتحدة الأمريكية) والهوكي والكريكيت لحدوث ملحوظ في إصابات الرأس (ارتجاج).  في أحد الاستقصاءات التي أجريت على لاعبي كرة القدم المتقاعدين، الذين أبلغوا جميعهم عن حدوث ارتجاج واحد أو أكثر خلال حياتهم المهنية، كان 25٪ منهم يعانون من فقد السمع و 50٪ لديهم طنين. [بحاجة لمصدر]

### الظروف المحيطة بالولادة
هذه أكثر شيوعًا عند الأطفال الخدج، خاصةً الأطفال دون 1500 غرام عند الولادة. يمكن أن ترتبط الولادة المبكرة بمشاكل تؤدي إلى فقدان السمع الحسي العصبي مثل نقص الأكسجين أو نقص الأكسجة (مستويات الأكسجين الضعيفة)، واليرقان، والنزف داخل الجمجمة، والتهاب السحايا. تشير التقارير إلى أن متلازمة الجنين الكحولي تسبب فقدانًا في السمع لما يصل إلى 64٪ من الأطفال ذوي الأمهات الكحوليات، من التأثير السام للأذن على الجنين النامي، بالإضافة إلى سوء التغذية أثناء الحمل بسبب شرب الكحول الزائد.
نقص اليود / قصور الغدة الدرقية
يرتبط نقص اليود ونقص نشاط الغدة الدرقية المتوطن بفقدان السمع. إذا كانت الأم الحامل لديها كمية غير كافية من اليود أثناء فترة الحمل، فهذا يؤثر على نمو الأذن الداخلية في الجنين مما يؤدي إلى الصمم العصبي. يحدث هذا في مناطق معينة من العالم، مثل جبال الهيمالايا، حيث ينقص اليود في التربة وبالتالي في النظام الغذائي. في هذه المناطق توجد نسبة عالية من الإصابة بتضخم الغدة الدرقية المتوطن. يتم منع سبب الصمم هذا عن طريق إضافة اليود إلى الملح.

### سكتة دماغية
ترتبط السكتة الدماغية بمنطقة تؤثر على الوظيفة السمعية مثل احتشاء الدورة الدموية الخلفية بالصمم.

## الفيزيولوجيا المرضية
يحدث فقدان السمع الحسي بسبب بنية أو وظيفة غير طبيعية لخلايا الشعر المتواجدة في العضو كورتي في القوقعة. عاهات السمع العصبية هي نتيجة لتلف العصب القحفي الثامن (العصب الدهليزي القوقعي) أو المسالك السمعية في جذع الدماغ. إذا تأثرت المستويات العليا من الجهاز السمعي، فهذا يُعرف باسم الصمم المركزي. قد يبدو الصمم المركزي كصمم عصبي حسي، ولكن يجب تمييزه بالرجوع إلى تاريخ الحالة والاختبار السمعي.

### المناطق القوقعية الميتة في الصمم الحسي
قد يترافق ضعف السمع مع تلف الخلايا الشعيرية في القوقعة. في بعض الأحيان قد يكون هناك فقدان تام لوظيفة الخلايا الشعيرية الداخلية (باختصار IHCs) على منطقة معينة من القوقعة. وهذا ما يسمى «منطقة ميتة».  يمكن تعريف المنطقة من حيث نطاق الترددات المميزة (CFs) للـ IHCs و/أو الخلايا العصبية المجاورة مباشرة للمنطقة الميتة.

الشكل 3: المقطع العرضي للقوقعة.

تساهم الخلايا الشعيريةالخارجية (باختصار OHCs) في بنية العضو كورتي (Organ of Corti)، والذي يقع بين الغشاء القاعدي والغشاء السقفي (يُسمى أيضاً بالغشاء الغطائي) داخل القوقعة (انظر الشكل 3 أعلاه). نفق كورتي، الذي يمر عبر الجهاز كورتي، يقسم خلايا الشعر الخارجية (OHCs) وخلايا الشعر الداخلية (IHCs). ترتبط الOHCs بالخلايا الصفائحية الشبكية وخلايا دايترز. يوجد في كل أذن بشرية ما يُناهز اثني عشر ألف خلية شعيرية خارجية، ويتم ترتيبها في عدد يصل إلى خمسة صفوف. تحتوي كل OHC على خصلات صغيرة من «الشعر»، أو أهداب، على سطحها العلوي المعروف باسم الهدب الساكن، ويتم ترتيبها أيضًا في صفوف متدرجة الارتفاع. هناك ما يقرب من 140 هدب ساكن في كل خلية شعيرية خارجية OHC.
الدور الأساسي للخلايا الشعيرية الداخلية (IHCs) والخارحية (OHCs) هو العمل كمستقبلات حسية. وبصيغة أكثر دقةً، تتمثل المهمة الرئيسية للخلايا الشعرية الداخلية IHCs في نقل المعلومات الصوتية عبر الخلايا العصبية الواردة. يتم ذلك عن طريق نقل الحركات الميكانيكية أو إشارات في النشاط العصبي. عندما يتم تحفيزها، تتحرك الأهداب الساكنة على الـ IHCs، مما يؤدي إلى تدفق التيار الكهربائي عبر خلايا الشعر. هذا التيار الكهربائي يولد جهد الفعل داخل الخلايا العصبية الواردة متصلة.
خلايا الشعر الخارجية مختلفة من حيث أنها تساهم فعليا في الآلية النشطة للقوقعة. يتم ذلك عن طريق تلقي إشارات ميكانيكية أو اهتزازات على طول الغشاء القاعدي، وتحويلها إلى إشارات كهروكيميائية. ستريوسيليا وجدت على OHCs على اتصال مع الغشاء الصدري. لذلك، عندما يتحرك الغشاء القاعدي بسبب الاهتزازات، تنحني الأهداب الساكنة. يملي الاتجاه الذي ينحني به، معدل إطلاق الخلايا العصبية السمعية المرتبطة بـ OHCs.
انحناء الأهداب الساكنة نحو الجسم القاعدي من OHC يسبب إثارة خلية الشعر. وبالتالي، تحدث زيادة في معدل إطلاق الخلايا العصبية السمعية المتصلة بخلايا الشعر. من ناحية أخرى، فإن ثني الستريوسيليا بعيدًا عن الجسم القاعدي في OHC يؤدي إلى تثبيط خلية الشعر. وبالتالي، يحدث انخفاض في معدل إطلاق الخلايا العصبية السمعية المرتبطة بخلايا الشعر. OHCs هي فريدة من نوعها من حيث أنها قادرة على التعاقد والتوسع (القدرة الكهربائية). لذلك، استجابة للتحفيزات الكهربائية التي توفرها إمدادات العصب الفعال، يمكن أن تتغير في الطول والشكل وصلابة.  تؤثر هذه التغييرات على استجابة الغشاء القاعدي للصوت. من الواضح إذن أن OHC تلعب دورًا رئيسيًا في العمليات النشطة للقوقعة. وتتمثل المهمة الرئيسية للآلية النشطة في ضبط الغشاء القاعدي بدقة وتزويده بحساسية عالية للأصوات الهادئة. تعتمد الآلية النشطة على كون القوقعة في حالة فسيولوجية جيدة. ومع ذلك، فإن القوقعة حساسة للغاية للتلف.

### تلف خلايا الشعر
الصمم العصبي الحسي هو الأكثر شيوعًا بسبب الأضرار التي قد تلحق بال OHCs و IHCs.[بحاجة لمصدر] هناك طريقتان قد تُلحق الأضرار. أولاً، قد تموت خلية الشعر بأكملها. ثانياً، قد تصبح الأهداب الساكنة مشوهة أو مدمرة. يمكن أن يحدث تلف في القوقعة بعدة طرق، مثل العدوى الفيروسية، والتعرض للمواد الكيميائية السامة للأذن، والتعرض الشديد للضوضاء. ينتج عن الأضرار التي لحقت بالOHCs آلية نشطة أقل فعالية، أو قد لا تعمل على الإطلاق.  تسهم OHCs في توفير حساسية عالية للأصوات الهادئة في نطاق معين من الترددات (حوالي 2-4 كيلو هرتز). وبالتالي، فإن الأضرار التي لحقت بالOHCs تؤدي إلى الحد من حساسية الغشاء القاعدي للأصوات الضعيفة. لذلك، يلزم تضخيم هذه الأصوات، حتى يستجيب الغشاء القاعدي بكفاءة. الخلايا الشعيرية الداخلية (IHCs) أقل عرضة للتلف بالمقارنة مع الخلايا الشعيرية الخارجية (OHCs(. ومع ذلك، في حالة تلفها، سينتج عن ذلك فقدان شامل للحساسية.

### منحنيات الضبط العصبي
تبلغ الموجة المتحركة أوجها على طول الغشاء القاعدي في أماكن مختلفة، اعتمادًا على ما إذا كان الصوت منخفضًا أو عالي التردد. بسبب كتلة وجساءة الغشاء القاعدي، تصل ذروة الموجات المنخفضة التردد إلى القمة، في حين أن الموجات العالية التردد تبلغ أوجها في الطرف القاعدي للقوقعة.
لذلك، يتم ضبط كل موضع على طول الغشاء القاعدي بدقة إلى تردد معين. يشار إلى هذه الترددات المضبوطة باسم الترددات المميزة (characteristic frequencies) (CF).
إذا تم إزاحة صوت، وهو يدخل الأذن، من أحد هذه الترددات المميزة، فسوف تقل قوة الاستجابة من الغشاء القاعدي تدريجياً. يتم إنشاء الضبط الدقيق للغشاء القاعدي من خلال إدخال آليتين منفصلتين، بحيث تكون أول آلية سلبية (غير نشطة)خطية، والتي تعتمد على الهيكل الميكانيكي للغشاء القاعدي والهياكل المحيطة به. في حين أن الآلية الثانية تكون آلية نشطة غير خطية، والتي تعتمد في المقام الأول على عمل الخلايا الشعرية الخارجية (OHCs)، وكذلك الحالة الفسيولوجية العامة للقوقعة نفسها. تختلف القاعدة والغشاء القاعدي للغشاء القاعدي في الجساءة والعرض، مما يتسبب في استجابة الغشاء القاعدي للترددات المختلفة بطول مختلف. قاعدة الغشاء القاعدي ضيقة وجسئة، مما ينتج عنه استجابة أفضل للأصوات عالية التردد. في المقابل، قمة الغشاء القاعدي أوسع وأقل جساءة مقارنةً بالقاعدة، مما يجعلها تستجيب بشكل أفضل للترددات المنخفضة.
يمكن توضيح هذه الانتقائية لبعض الترددات من خلال منحنيات الضبط العصبي. تُظهر هذه الترددات التي تستجيب لها الألياف، من خلال إظهار مستويات العتبة (dB SPL) من الألياف العصبية السمعية كوظيفة ترددات مختلفة.  هذا يدل على أن ألياف الأعصاب السمعية تستجيب بشكل أفضل، وبالتالي لديها عتبات أفضل في التردد المميز للألياف والترددات المحيطة بها على الفور.  يقال إن الغشاء القاعدي «مضبوط بحدة» بسبب منحنى "V" الحاد، مع «طرفه» يتركز على التردد المميز للألياف السمعية.  يوضح هذا الشكل عدد الترددات القليلة التي تستجيب لها الألياف. إذا كان شكل حرف V أوسع، فسيكون استجابة لمزيد من الترددات (انظر الشكل 4). جلفاند سا. السمع: مقدمة في الصوتيات الفسيولوجية والنفسية. 4th ed. نيويورك: مارسيل ديكر  2004.

#### انتقائية التردد

الشكل 4: منحنى الضبط العصبي للسمع العادي.

الشكل 5: منحنى الضبط العصبي لفقدان الخلايا الشعيرية الخارحية (OHC). مقتبس من.

الشكل 6: منحنى الضبط العصبي لفقدان الصف الأمامي من الخلايا الشعيرية الخارجية (OHC) وفقدان الخلايا الشعيرية الداخلية (IHC). مقتبس من.

يتميز منحنى الضبط العصبي العادي بـ «ذيل» منخفض التردد ومضبوط على نطاق واسع، مع «طرف» مضبوط بدقة من التردد المتوسط. ولكن عندما يكون هناك تلف جزئي أو كلي في الOHCs من غير وجود أي ضرر في الIHCs، فإن منحنى الضبط الناتج لن يُظهر الحساسية عند الأصوات الهادئة. بمعنى آخر، عندما يكون منحنى الضبط العصبي عادةً أكثر حساسية (عند «الطرف») (انظر الشكل 5).
في حالة تلف كل من OHCs و IHCs، فإن منحنى الضبط العصبي الناتج سيُظهر إزالة الحساسية عند «الطرف».  ومع ذلك، بسبب تلف IHC، يصبح منحنى الضبط بأكمله مرفوعًا، مما يؤدي إلى فقدان الحساسية في جميع الترددات (انظر الشكل 6). من الضروري فقط أن يتلف الصف الأول من OHCs للتخلص من «الطرف» المضبوط بدقة.  هذا يدعم فكرة أن حدوث تلفيات OHC وبالتالي فقدان الحساسية للأصوات الهادئة ، يحدث أكثر من فقدان IHC.
عندما تتلف أو تدمر IHCs أو جزء من الغشاء القاعدي، بحيث لا تعمل كمحول للطاقة، تكون النتيجة «منطقة ميتة».  يمكن تعريف المناطق الميتة من حيث الترددات المميزة لـ IHC، المتعلقة بالمكان المحدد على طول الغشاء القاعدي حيث تحدث المنطقة الميتة.  على افتراض أنه لم يكن هناك تحول في الترددات المميزة المتعلقة بمناطق معينة من الغشاء القاعدي، بسبب تلف OHCs.  هذا يحدث في كثير من الأحيان مع IHC الضرر.  يمكن أيضًا تعريف المناطق الميتة بالمكان التشريعي لـ IHC غير العامل (مثل «منطقة ميتة قميّة»)، أو بواسطة الترددات المميزة لـ IHC المتاخمة للمنطقة الميتة.
منحنيات ضبط الصوت النفسي (PTC) واختبارات معادلة الضوضاء (TEN)

## التشخيص
1. تاريخ الحالة:

قبل الفحص، يوفر سجل الحالة إرشادات حول سياق فقد السمع وقد يشمل معلومات مثل:
- قلق مفرط
- معلومات الحمل والولادة
- التاريخ الطبي
- تاريخ العائلة

2. التنظير الأذني:
يتم الفحص المباشر للقناة الخارجية والغشاء الطبلي (طبلة الأذن) باستخدام منظار الأذن، وهو جهاز طبي يتم إدخاله في قناة الأذن حيث يستخدم الضوء لفحص حالة الأذن الخارجية والغشاء الطبلي والأذن الوسطى من خلال الغشاء شبه الشفاف.
3. الاختبار التفريقي:
يكون التشخيص التفريقي مفيدًا للغاية عندما يكون هناك ضعف في السمع من جانب واحد، ويميز الصمم التوصيلي عن الصمم العصبي الحسي. يتم إجراء هذه العمليات باستخدام شوكة ضبط ذات تردد منخفض، عادة ما تكون 512 هرتز، ومقاييس تباين لنقل الصوت في الهواء (توصيل هوائي) والعظام (توصيل عظمي).
اختبار ويبر، الذي يتم فيه لمس شوكة الرنانة في منتصف خط الجبهة، يتحول إلى الأذن الطبيعية لدى الأشخاص الذين يعانون من ضعف السمع الحسي الأحادي.
اختبار رينه، الذي يختبر التوصيل الهوائي مقابل توصيل العظم، هو إيجابي، لأن كل من التوصيل العظمي والهوائي يتم تقليلهما بالتساوي.
متغيرات Bing و Schwabach هي الأقل شيوعًا في اختبار رين.
اختبار التوصيل العظمي المطلق (ABC).
الجدول 1. جدول يقارن الصمم الحسي العصبي والصمم التوصيلي.
| المعايير    | فقدان السمع الحسي العصبي | فقدان السمع التوصيلي                                                                               |
| موقع تشريحي | الأذن الداخلية، العصب القحفي الثامن، أو مراكز المعالجة المركزية                                                                 | الأذن الوسطى (السلسلة العظيمية) أو الغشاء الطبلي أو الأذن الخارجية                                 |
| اختبار ويبر | يتحول (يوضّع) الصوت إلى الأذن العادية (الأذن الغير مصابة) في حالات الصمم أحادية الجانب.                                          | يتحول (يوضّع) الصوت إلى الأذن المصابة (الأذن المصابة بالصمم التوصيلي) في حالات الصمم أحادية الجانب. |
| اختبار رين  | نتيجة إيجابية. التوصيل الهوائي> التوصيل العظمي. (ينخفض كل من التوصيل العظمي والتوصيل الهوائي بالتساوي، والفرق بينهما لا يتغير). | نتيجة سلبية. التوصيل العظمي> التوصيل الهوائي.                                                      |

هناك حاجة إلى اختبارات الوظيفة السمعية الأخرى الأكثر تعقيدًا للتمييز بين الأنواع المختلفة لفقدان السمع.  يمكن أن تُميز عتبات توصيل العظام الصمم العصبي الحسي عن الصمم التوصيلي.  هناك حاجة إلى اختبارات أخرى، مثل الانبعاثات الصوتية والضوئية، وردود الفعل السمعية الضعيفة، والقياس السمعي للكلام، وقياس الاستجابة الصوتية المستحثة للتمييز بين الإعاقة السمعية الحسية، والمعالجة العصبية والسمعية.
4. قياس الطبل
المخطط الطبلي هو نتيجة اختبار السمع باستخدام جهاز مقياس الطبل.  يختبر وظيفة الأذن الوسطى وتنقل طبلة الأذن.  يمكن أن يساعد في تحديد فقدان السمع التوصيلي بسبب مرض الأذن الوسطى أو طبلة الأذن من أنواع أخرى من فقدان السمع بما في ذلك SNHL.
5. قياس السمع
المخطط السمعي هو نتيجة اختبار السمع باستخدام جهاز مقياس السمع. أكثر أنواع اختبار السمع شيوعًا هو قياس سمع النغمة النقية (PTA).  يقوم هذا الاختبار برسم عتبات للحساسية السمعية عند مجموعة من الترددات القياسية والتي تتراوح بين 250 و 8000 هرتز. وهناك أيضًا اختبار قياس سمع النغمة النقية عالية التردد، والتي يكون ترددات الصوت فيها من 8000-20,000 هرتز. يمكن استخدام PTA للتمييز بين فقدان السمع التوصيلي وفقدان السمع الحسي وفقدان السمع المختلط. يمكن وصف فقدان السمع بدرجته أي معتدلة أو معتدلة أو حادة أو عميقة، أو حسب شكل مخطط السمع، مثل التردد العالي أو التردد المنخفض أو شكل حرف U أو شكل مُحزز أو مُسطح أو ذروي.
هناك أيضًا أنواع أخرى من قياس السمع مصممة لاختبار حدة السمع بدلاً من الحساسية (قياس السمع الكلامي)، أو لاختبار انتقال المسار العصبي السمعي (قياس السمع الذي يستدعي الاستجابة).
6. التصوير بالرنين المغناطيسي
يمكن استخدام تقنية التصوير بالرنين المغناطيسي لتحديد الأسباب الهيكلية الإجمالية لفقدان السمع.  يتم استخدامها لفقدان السمع الخلقي عندما تساعد التغييرات في شكل الأذن الداخلية أو العصب السمعي في تشخيص سبب فقدان السمع.  كما أنها مفيدة في الحالات التي يشتبه بوجود ورم فيها أو لتحديد درجة التلف في فقدان السمع الناتج عن العدوى البكتيرية أو مرض المناعة الذاتية. هذه التقنية لا قيمة لها في الصمم المرتبط بالعمر.

## العلاج
تنقسم طرق العلاج إلى ثلاث فئات: الدوائية والجراحية والإدارية. بما أن SNHL هو تدهور فسيولوجي ويعتبر دائمًا، فلا يوجد حتى الآن أي علاجات معتمدة أو موصى بها.
كان هناك تقدم كبير في تحديد جينات الصمم البشري وتوضيح آلياتها الخلوية وكذلك وظيفتها الفسيولوجية في الفئران. ومع ذلك، فإن خيارات العلاج الدوائي محدودة للغاية وغير مثبتة سريريًا. هذه العلاجات الصيدلانية المستخدمة تعتبر تلطيفية وليست علاجية، وموجهة إلى السبب الكامن إذا كان من الممكن تحديده، وكذلك من أجل تجنب الضرر التدريجي.
قد يكون فقدان السمع العميق أو الكلي قابلاً للإدارة بواسطة زراعة القوقعة الصناعية، والتي تحفز النهايات العصبية للقوقعة مباشرةً. زراعة القوقعة الصناعية هي زراعة جراحية لجهاز طبي إلكتروني يعمل بالبطارية في الأذن الداخلية. على عكس سماعات الأذن الطبية التي تجعل الأصوات أعلى، تقوم زراعة القوقعة بعمل الأجزاء التالفة من الأذن الداخلية (القوقعة) لتوفير إشارات صوتية للمخ. هذه تتكون من كل من الأقطاب المغناطيسية والمغناطيسات الداخلية المزروعة والمكونات الخارجية. تختلف جودة الصوت عن السمع الطبيعي ولكنها قد تمكن المتلقي من التعرف بشكل أفضل على الأصوات والأصوات البيئية. نظرًا للمخاطر والنفقات، فإن هذه الجراحة مخصصة لحالات ضعف السمع الحاد والمعاق.
تتضمن إدارة فقدان السمع الحسي العصبي استخدام استراتيجيات لدعم السمع الحالي مثل قراءة الشفاه، والتواصل المعزز وما إلى ذلك والتضخيم باستخدام أدوات السمع. يتم ضبط أجهزة السمع على وجه التحديد وفقًا لفقدان السمع الفردي لإعطاء أقصى فائدة ممكنة.

## الوقاية
يعتبر الصمم الشيخوخي السبب الرئيسي للـ SNHL وهو نوع تقدمي وغير قابل للوقاية، وحتى هذا الوقت، لا يوجد علاج جسدي أو جيني لمواجهة ال SNHL المرتبط بالوراثة. ولكن المسببات الأخرى المكتسبة للـ SNHL يمكن الوقاية منها إلى حد كبير، خاصةً أنواع الصمم المتعلقة بالعمر nosocusis. بحاجة لترجمة[بحاجة لمصدر] وهذا قد يشمل تجنب الضوضاء البيئية، والضوضاء المؤلمة مثل حفلات موسيقى الروك والنوادي الليلية مع الموسيقى الصاخبة. يعد استخدام تدابير التخفيف من الضوضاء مثل سدادات الأذن بديلاً، بالإضافة إلى التعرف على مستويات الضوضاء التي يتعرض لها الشخص. حاليًا، توجد عدة تطبيقات دقيقة لقياس مستوى الصوت.  يمكن أن يساعد تقليل وقت التعرض للأصوات الصاخبة أيضًا في إدارة المخاطر الناتجة عنها.

## أبحاث

### الأدوية
الفيتامينات المضادة للأكسدة - أفاد باحثون في جامعة ميشيغان أن مزيجًا من الجرعات العالية من الفيتامينات A وC وE والمغنيسيوم، الذي تم تناوله قبل ساعة من التعرض للضوضاء واستمر علاجه يوميًا لمدة خمسة أيام، كان فعالًا جدًا في منع فقدان السمع الدائم الناجم عن الضوضاء في الحيوانات.
تاناكان - اسم العلامة التجارية لمستخلص دوائي دولي من الجنكه بيلوبا. يصنف هذا الدواء على أنه موسع للأوعية. من بين استخداماته البحثية علاج الصمم العصبي الحسي وطنين الأذن المفترض أن يكونا من أصل وعائي.
مرافق الإنزيم Q10 - مادة مماثلة للفيتامينات، مع خصائص مضادة للأكسدة. وهي مصنوعة في الجسم، ولكن مستوياتها تنخفض مع تقدم العمر.
ebselen، وهو جزيء عقاقير اصطناعي يشبه الغلوتاتيون بيروكسيداز (GPx)، إنزيم مهم في الأذن الداخلية يحميها من التلف الناتج عن الأصوات العالية أو الضوضاء.
الخلايا الجذعية والعلاج الجيني:
يعتبر تجديد الخلايا الشعيرية باستخدام الخلايا الجذعية والعلاج الجيني أملاً بعيد المنال. ومع ذلك، لايزال هناك بصيص من الأمل، حيث أن الدراسات جارية حاليًا حول هذا الموضوع، مع أول تجربة تمت الموافقة عليها من قبل FDA في فبراير 2012.

## فقد السمع الحسي المفاجئ
يحدث فقد السمع الحسي المفاجئ (SSHL أو SSNHL)، المعروف باسم الصمم المفاجئ، باعتباره فقدانًا سريعًا غير مفسر للسمع - عادة في أذن واحدة - إما مرة واحدة أو على مدار عدة أيام. تسعة من كل عشرة أشخاص يعانون من SSHL يفقدون السمع في أذن واحدة فقط. ينبغي اعتباره حالة طبية طارئة. تأخير التشخيص والعلاج قد يجعل العلاج أقل فعالية أو غير فعال بتاتاً.
يقدر الخبراء أن هذا النوع من الصمم يُصيب شخصًا واحدًا من كل 100 شخص، وعادة ما يكون البالغون في الأربعينيات والخمسينيات من العمر. يمكن أن يكون العدد الفعلي لحالات الSSHL الجديدة كل عام أعلى بكثير لأن الحالة غالباً لا يتم تشخيصها.

### الظهور
يلاحظ الكثير من الناس أنهم مصابون بـ SSHL عندما يستيقظون في الصباح.  يلاحظ آخرون ذلك أولاً عند محاولة استخدام الأذن الصماء، مثل عند استخدام الهاتف. ومع ذلك، يلاحظ آخرون «موسيقى البوب» بصوت عال ومقلق قبل اختفاء السمع. غالبًا ما يصاب الأشخاص الذين يعانون من الصمم المفاجئ بالدوار أو لديهم طنين في الأذنين أو كليهما.

### التشخيص
يتم تشخيص الSSHL عن طريق قياس السمع النقي. إذا أظهر الاختبار خسارة لا تقل عن 30 ديسيبل في ثلاثة ترددات متجاورة، يتم تشخيص فقدان السمع على أنه SSHL. على سبيل المثال، قد يؤدي فقد السمع بمقدار 30 ديسيبل إلى جعل الكلام الصوتي العادي يبدو وكأنه همس.

### الأسباب
فقط 10 إلى 15 بالمائة من الحالات التي تم تشخيصها على أنها SSHL لها سبب محدد. تصنف معظم الحالات على أنها مجهولة السبب، وتسمى أيضًا الصمم المفاجئ المجهول السبب (SIHL) والصمم العصبي الحسي المفاجئ المجهول السبب (ISSHL أو ISSNHL). تشير غالبية الأدلة إلى نوع من الالتهابات في الأذن الداخلية باعتبارها الأكثر المسببات شيوعاً.
1. أسباب فيروسية: قد يكون التورم بسبب فيروس. ويعتقد أن فيروس نوع الهربس هو السبب الأكثر شيوعا لفقدان السمع الحسي المفاجئ. يكون فيروس الهربس خامداً في الجسد ويُعاد تنشيطه لسبب غير معروف.
2. نقص تروية الأوعية الدموية في الأذن الداخلية أو العصب القحفي الثامن (CN8).
3. ناسور اللمف المحيطي، عادة بسبب تمزق النوافذ المدورة أو البيضوية وتسرب في اللمف المحيطي. عادة ما يعاني المريض من الدوار أو عدم التوازن.  عادة ما يكون هناك تاريخ عن الصدمة والتغييرات في السمع أو الدوار تحدث مع تغيير في الضغط داخل الجمجمة مثل الضغط، الرفع، والخ.
4. المناعة الذاتية- يمكن أن يكون هذه النوع من الصمم بسبب مرض المناعة الذاتية مثل الذئبة الحمامية الشاملة وورم حبيبي ويغنري.

### العلاج
يتعافى فقدان السمع تمامًا في حوالي 35-39 ٪ من المرضى الذين يعانون من SSNHL، عادة في غضون أسبوع إلى أسبوعين من البداية. خمسة وثمانون في المئة من أولئك الذين يتلقون العلاج من أخصائي أمراض الأذن والأنف والحنجرة (وتسمى أحيانا جراح الأنف والأذن والحنجرة) سوف يستردون بعض السمع.
1. الفيتامينات ومضادات الأكسدة.
2. الموسعات الوعائية.
3. بيتاهستين، وهو دواء مضاد للدوار.
4. المعالجة بالأكسجين عالي الضغط.
5. العوامل الريولوجيةبحاجة لترجمة التي تقلل من لزوجة الدم (مثل هيدروكسي إثيل النشا[50] والدكستران والبنتوكسيفيلين).[51]
6. العوامل المضادة للالتهابات، والكورتيكوستيرويدات عن طريق الفم في المقام الأول مثل بريدنيزون والميثيلبريدنيزولون.

الإدارة داخل الطبل - لا تزال قيد التحقيق لتوفير توصل أكثر اتساقًا للعقاقير المتعلقة بالأذن الداخلية. يمكن تحقيق توصيل الدواء المحلي من خلال الإعطاء داخل الأجسام، وهو إجراء طفيف التوغل حيث يتم تخدير طبلة الأذن ويتم إعطاء الدواء في الأذن الوسطى. من الأذن الوسطى، يمكن أن ينتشر الدواء عبر غشاء النافذة المدورة إلى الأذن الداخلية.  قد يكون إعطاء الستيرويدات داخل العشاء الطبلي فعالاً لفقدان السمع العصبي المفاجئ لبعض المرضى، ولكن لم يتم إنشاء بيانات سريرية عالية الجودة. يجري حالياً تقييم التدبير داخل الطبل الببتيد المضاد لموت الخلايا المبرمج (مثبط JNK) في مرحلة التطور السريري المتأخر.

## الهوامش
ويُعرف أيضاً بالصمم الحسي العصبي المفاجئ أو فقدان السمع الحسي العصبي المفاجئ أو ضعف السمع الحسي العصبي (المفاجئ).

## طالع أيضًا
- الأذن الداخلية، الجزء الأعمق من الأذن التي تحتوي على الجهاز العصبي للسمع.
- تصلب الأذن الوسطى، حالة مرتبطة بالصمم التوصيلي، في بعض الأحيان الأذن الوسطى.
- طنين في الأذنين.
- الصمم التوصيلي، فقدان السمع الناجم في المقام الأول عن مشاكل في الأذن الوسطى.
- الصمم
- الصمم المفاجئ
- الصمم الشيخوخي
- الصمم المحدث بالضوضاء
- الصمم أحادي الجانب
- قياس السمع
- اختبار السمع
- قياس سمع النغمة النقية
- اعتلال عصبي حسي